# 拜博·巴尔德斯
拜博·巴尔德斯（西班牙語：Bebo Valdés，本名Dionisio Ramón Emilio Valdés Amaro，1918年10月9日—2013年3月22日），非洲裔古巴人，世界知名音乐家、钢琴家、乐队指挥家、作曲家和编曲，古巴音乐的核心代表人物之一，拉丁爵士乐创始人之一，曾三次获得格莱美奖、七次获得拉丁格莱美奖。
他的儿子丘乔·巴尔德斯（Chucho Valdés）也是世界知名钢琴家。

## 生平

### 成名
巴尔德斯在1940年代从哈瓦那的一家夜总会开始了他的音乐职业生涯，1948年至1957年，巴尔德斯在著名的热带（Tropicana）夜总会担任流行歌手丽塔·蒙塔内尔（Rita Montaner）的钢琴伴奏和编曲，其间也和著名非洲裔美国音乐人纳·京·科尔和莎拉·沃恩多次合作演出，1950年代，巴尔德斯创新出曼波音乐（Mambo）一种新的音乐形式Batanga，为曼波音乐的发展做出了贡献，同时他也对拉丁爵士音乐和古巴爵士音乐的发展做出了突出贡献。

### 流亡
1960年，受古巴革命及菲德尔·卡斯特罗政权的影响，巴尔德斯留下自己的第一任妻子和儿女，只身离开古巴开始流亡生涯，先后辗转墨西哥、美国和西班牙等地，并最终在瑞典结识自己的第二任妻子，从此定居在斯德哥尔摩，其间巴尔德斯默默无名，常年以在餐厅和酒吧等地演奏钢琴为生，并致力于传播古巴音乐和拉丁爵士音乐。

### 复出
1994年，在淡出乐坛30余年以后，受古巴音乐家帕基托·多德里韦拉（Paquito D'Rivera）的邀请，76岁高龄的巴尔德斯再次复出，录制发行专辑《Bebo Rides Again》。2000年，由西班牙导演费尔南多·特鲁埃瓦（Fernando Trueba）执导的一部讲述拉丁爵士音乐的纪录片《Calle 54》将巴尔德斯的钢琴曲收录其中。2002年，巴尔德斯与西班牙弗拉明戈音乐家迭戈·埃尔·西加拉（Diego El Cigala）合录专辑《Lagrimas Negras》，将古巴音乐与弗拉明戈演唱完美融合。
巴尔德斯在古巴有过第一次婚姻，并育有五个孩子，其中一个儿子丘乔·巴尔德斯也是当今世界知名钢琴家，另一个女儿迈拉·卡里达·巴尔德斯（Mayra Caridad Valdés）是一名灵魂乐歌手。1963年，巴尔德斯与瑞典人Rose Marie Pehrson结婚。
巴尔德斯在晚年患有阿兹海默症，2007年，巴尔德斯离开斯德哥尔摩，定居在西班牙贝纳尔马德纳。2013年3月22日，巴尔德斯于瑞典斯德哥尔摩逝世。

## 成就及荣誉
1940至1950年代，巴尔德斯在古巴乐坛已经有广泛的知名度，在1990年代复出之后，其影响力在国际乐坛更加凸显，先后三次获得美国格莱美奖、七次获得拉丁格莱美奖，2010年，专辑《Juntos Para Siempre》在获得格莱美最佳传统热带拉丁乐专辑时，巴尔德斯已92岁高龄。
| 获奖名称           | 具体奖项             | 获奖音乐                         | 发行时间       | 获奖人员                                   |
| ------------------ | -------------------- | -------------------------------- | -------------- | ------------------------------------------ |
| 2002年拉丁格莱美奖 | 最佳传统热带专辑     | 《El Arte Del Sabor》            | 2001年10月23日 | 拜博·巴尔德斯和Carlos Valdes、Cachao López |
| 2003年格莱美奖     | 最佳传统热带拉丁专辑 | 《El Arte Del Sabor》            | 2001年10月23日 | 拜博·巴尔德斯和Carlos Valdes、Cachao López |
| 2004年拉丁格莱美奖 | 最佳传统热带专辑     | 《Lágrimas Negras》              | 2004年6月22日  | 拜博·巴尔德斯和Diego El Cigala             |
| 2005年拉丁格莱美奖 | 最佳拉丁爵士乐专辑   | 《Bebo De Cuba》                 | 2005年10月4日  | 拜博·巴尔德斯                              |
| 2006年格莱美奖     | 最佳传统热带拉丁专辑 | 《Bebo De Cuba》                 | 2005年10月4日  | 拜博·巴尔德斯                              |
| 2006年拉丁格莱美奖 | 最佳乐器演奏专辑     | 《Bebo》                         | 2008年9月1日   | 拜博·巴尔德斯                              |
| 2006年拉丁格莱美奖 | 最佳长篇音乐录影     | 《Blanco y Negro En Vivo》       | 2004年8月3日   | 拜博·巴尔德斯和Diego El Cigala             |
| 2008年拉丁格莱美奖 | 最佳乐器演奏专辑     | 《Live at the Village Vanguard》 | 2007年12月18日 | 拜博·巴尔德斯和Javier Colina               |
| 2009年拉丁格莱美奖 | 最佳拉丁爵士乐专辑   | 《Juntos Para Siempre》          | 2008年11月1日  | 拜博·巴尔德斯和儿子丘乔·巴尔德斯           |
| 2010年格莱美奖     | 最佳拉丁爵士乐专辑   | 《Juntos Para Siempre》          | 2008年11月1日  | 拜博·巴尔德斯和儿子丘乔·巴尔德斯           |

## 评价
巴尔德斯逝世后，美国音乐类权威杂志《公告牌》对其评价为，“拉丁爵士音乐创始人之一，将非洲-古巴音乐的神圣旋律带入舞曲的先驱”。